# Ihssan Abdel Koudouss
 (avril 2015).
Si vous disposez d'ouvrages ou d'articles de référence ou si vous connaissez des sites web de qualité traitant du thème abordé ici, merci de compléter l'article en donnant les références utiles à sa vérifiabilité et en les liant à la section « Notes et références ».
Ihssan Abdel Koudous ou Ihsan Abdel Qoddous, né le 1er janvier 1919 au Caire et mort le 11 janvier 1990 dans la même ville, est un écrivain et journaliste égyptien.

## Biographie
Il est d'origine turque.
Son père était acteur et écrivain. Sa mère Rose El Youssef avait fondé les revues Rose Al-Youssef et Sabah Al-Kheir.
Diplômé en droit, il est devenu avocat, puis s'est consacré à l'écriture, tout en étant journaliste pour Al-Akhbar et Al-Ahram.
Il est mort en janvier 1990 et est enterré à la Cité des morts du Caire ; au tournant des années 2020, ses restes sont cependant exhumés comme ceux de sa mère, avant la destruction de leur monument funéraire, dans le contexte de la création d'un percement routier du cimetière.

## Ouvrages
Il a écrit environ 60 ouvrages, dont en particulier :
- Ana horra (« Je suis libre »)
- Al-Kheit al-rafie (« Le fil très fin »)
- Dami wa domouei wa ibtessami (« Mon sang, mes larmes et mon sourire »)
- Fi baytina ragol (« Un homme dans notre maison »)
- Al-Rassassa la tazal fi gaybi (« La balle est encore dans ma poche »)

Quarante-neuf de ses œuvres ont été adaptées au cinéma et cinq au théâtre. En particulier Dans notre maison, un homme, un film de Henry Barakat, sorti en 1961, avec comme acteurs principaux Rushdy Abaza et Omar Sharif.